# Rajdowe Mistrzostwa Świata 2007
Rajdowe Mistrzostwa Świata w roku 2007 były 35 sezonem Rajdowych Mistrzostwach Świata FIA. Sezon składał się z 16 rajdów. Mistrzem świata kierowców rajdowych w roku 2007 został po raz czwarty z rzędu francuski kierowca Sébastien Loeb startujący samochodem Citroën Xsara WRC, wyprzedzając dwóch Finów Marcusa Grönholma i Mikko Hirvonena. Tytuł konstruktorów wygrał zespół Forda, który wyprzedził zespoły Citroëna i Subaru.

## Kalendarz
W kalendarzu zadebiutowały dwa rajdy: Norwegii i Irlandii, a Rajd Portugalii powrócił po pięcioletniej przerwie. Natomiast wypadły z kalendarza rajdy Cypru, Turcji i Australii.
|                 |                  |                       |                          |
| Czarny = asfalt | Brązowy = szuter | Niebieski = śnieg/lód | Czerwony = asfalt/szuter |

| Runda | Rajd                                                                       | Trasa                                  | Czołowa trójka | Czołowa trójka     | Czołowa trójka       | Czołowa trójka |
| Runda | Rajd                                                                       | Trasa                                  | Poz.           | Kierowca           | Samochód             | Czas           |
| ----- | -------------------------------------------------------------------------- | -------------------------------------- | -------------- | ------------------ | -------------------- | -------------- |
| 1     | 75ème Rallye Automobile de Monte-Carlo (19–21 stycznia) – Wyniki rajdu     | 15 odcinków 328,54 km Asfalt/Śnieg     | 1              | Sébastien Loeb     | Citroën C4 WRC       | 3:10:27.4      |
| 1     | 75ème Rallye Automobile de Monte-Carlo (19–21 stycznia) – Wyniki rajdu     | 15 odcinków 328,54 km Asfalt/Śnieg     | 2              | Dani Sordo         | Citroën C4 WRC       | 3:11:05.6      |
| 1     | 75ème Rallye Automobile de Monte-Carlo (19–21 stycznia) – Wyniki rajdu     | 15 odcinków 328,54 km Asfalt/Śnieg     | 3              | Marcus Grönholm    | Ford Focus RS WRC 06 | 3:11:50.2      |
|       |                                                                            |                                        |                |                    |                      |                |
| 2     | 57th Uddeholm Swedish Rally (9–11 lutego) – Wyniki rajdu                   | 20 odcinków 341,2 km Śnieg/Lód         | 1              | Marcus Grönholm    | Ford Focus RS WRC 06 | 3:08:40.7      |
| 2     | 57th Uddeholm Swedish Rally (9–11 lutego) – Wyniki rajdu                   | 20 odcinków 341,2 km Śnieg/Lód         | 2              | Sébastien Loeb     | Citroën C4 WRC       | 3:09:34.5      |
| 2     | 57th Uddeholm Swedish Rally (9–11 lutego) – Wyniki rajdu                   | 20 odcinków 341,2 km Śnieg/Lód         | 3              | Mikko Hirvonen     | Ford Focus RS WRC 06 | 3:10:22.2      |
|       |                                                                            |                                        |                |                    |                      |                |
| 3     | 2nd Rally Norway (16–18 lutego) – Wyniki Rajdu                             | 18 odcinków 358,72 km Śnieg/Lód        | 1              | Mikko Hirvonen     | Ford Focus RS WRC 06 | 3:28:17.0      |
| 3     | 2nd Rally Norway (16–18 lutego) – Wyniki Rajdu                             | 18 odcinków 358,72 km Śnieg/Lód        | 2              | Marcus Grönholm    | Ford Focus RS WRC 06 | 3:28:26.5      |
| 3     | 2nd Rally Norway (16–18 lutego) – Wyniki Rajdu                             | 18 odcinków 358,72 km Śnieg/Lód        | 3              | Henning Solberg    | Ford Focus RS WRC 06 | 3:32:01.6      |
|       |                                                                            |                                        |                |                    |                      |                |
| 4     | 21º Corona Rally México (9–11 marca) – Wyniki rajdu                        | 20 odcinków 366,06 km Szuter           | 1              | Sébastien Loeb     | Citroën C4 WRC       | 3:48:13.3      |
| 4     | 21º Corona Rally México (9–11 marca) – Wyniki rajdu                        | 20 odcinków 366,06 km Szuter           | 2              | Marcus Grönholm    | Ford Focus RS WRC 06 | 3:49:09.1      |
| 4     | 21º Corona Rally México (9–11 marca) – Wyniki rajdu                        | 20 odcinków 366,06 km Szuter           | 3              | Mikko Hirvonen     | Ford Focus RS WRC 06 | 3:49:41.0      |
|       |                                                                            |                                        |                |                    |                      |                |
| 5     | 41º Vodafone Rally de Portugal (30 marca–1 kwietnia) – Wyniki rajdu        | 18 odcinków 357,1 km Szuter            | 1              | Sébastien Loeb     | Citroën C4 WRC       | 3:53:33.1      |
| 5     | 41º Vodafone Rally de Portugal (30 marca–1 kwietnia) – Wyniki rajdu        | 18 odcinków 357,1 km Szuter            | 2              | Petter Solberg     | Subaru Impreza WRC   | 3:56:47.0      |
| 5     | 41º Vodafone Rally de Portugal (30 marca–1 kwietnia) – Wyniki rajdu        | 18 odcinków 357,1 km Szuter            | 3              | Dani Sordo         | Citroën C4 WRC       | 3:58:38.4      |
|       |                                                                            |                                        |                |                    |                      |                |
| 6     | 27º Rally Argentina (4–6 maja) – Wyniki rajdu                              | 22 16 odcinków 346,55 248,21 km Szuter | 1              | Sébastien Loeb     | Citroën C4 WRC       | 2:52:03.8      |
| 6     | 27º Rally Argentina (4–6 maja) – Wyniki rajdu                              | 22 16 odcinków 346,55 248,21 km Szuter | 2              | Marcus Grönholm    | Ford Focus RS WRC 06 | 2:52:40.5      |
| 6     | 27º Rally Argentina (4–6 maja) – Wyniki rajdu                              | 22 16 odcinków 346,55 248,21 km Szuter | 3              | Mikko Hirvonen     | Ford Focus RS WRC 06 | 2:54:19.0      |
|       |                                                                            |                                        |                |                    |                      |                |
| 7     | 4º Supermag Rally Italia Sardinia (18–20 maja) – Wyniki rajdu              | 18 odcinków 342,86 km Szuter           | 1              | Marcus Grönholm    | Ford Focus RS WRC 06 | 3:48:42.0      |
| 7     | 4º Supermag Rally Italia Sardinia (18–20 maja) – Wyniki rajdu              | 18 odcinków 342,86 km Szuter           | 2              | Mikko Hirvonen     | Ford Focus RS WRC 06 | 3:49:11.2      |
| 7     | 4º Supermag Rally Italia Sardinia (18–20 maja) – Wyniki rajdu              | 18 odcinków 342,86 km Szuter           | 3              | Dani Sordo         | Citroën C4 WRC       | 3:50:03.8      |
|       |                                                                            |                                        |                |                    |                      |                |
| 8     | 54th BP Ultimate Acropolis Rally of Greece (1–3 czerwca) – Wyniki rajdu    | 21 odcinków 334,44 km Szuter           | 1              | Marcus Grönholm    | Ford Focus RS WRC 06 | 3:49:22.6      |
| 8     | 54th BP Ultimate Acropolis Rally of Greece (1–3 czerwca) – Wyniki rajdu    | 21 odcinków 334,44 km Szuter           | 2              | Sébastien Loeb     | Citroën C4 WRC       | 3:50:01.2      |
| 8     | 54th BP Ultimate Acropolis Rally of Greece (1–3 czerwca) – Wyniki rajdu    | 21 odcinków 334,44 km Szuter           | 3              | Petter Solberg     | Subaru Impreza WRC   | 3:50:56.7      |
|       |                                                                            |                                        |                |                    |                      |                |
| 9     | 57th Neste Oil Rally Finland (3–5 sierpnia) – Wyniki rajdu                 | 23 odcinki 360,34 km Szuter            | 1              | Marcus Grönholm    | Ford Focus RS WRC 07 | 2:57:26.1      |
| 9     | 57th Neste Oil Rally Finland (3–5 sierpnia) – Wyniki rajdu                 | 23 odcinki 360,34 km Szuter            | 2              | Mikko Hirvonen     | Ford Focus RS WRC 07 | 2:57:50.3      |
| 9     | 57th Neste Oil Rally Finland (3–5 sierpnia) – Wyniki rajdu                 | 23 odcinki 360,34 km Szuter            | 3              | Sébastien Loeb     | Citroën C4 WRC       | 2:58:36.0      |
|       |                                                                            |                                        |                |                    |                      |                |
| 10    | 26. OMV ADAC Rallye Deutschland (17–19 sierpnia) – Wyniki rajdu            | 19 odcinków 356,27 km Asfalt           | 1.             | Sébastien Loeb     | Citroën C4 WRC       | 3:27:27.5      |
| 10    | 26. OMV ADAC Rallye Deutschland (17–19 sierpnia) – Wyniki rajdu            | 19 odcinków 356,27 km Asfalt           | 2.             | François Duval     | Citroën Xsara WRC    | 3:27:47.8      |
| 10    | 26. OMV ADAC Rallye Deutschland (17–19 sierpnia) – Wyniki rajdu            | 19 odcinków 356,27 km Asfalt           | 3.             | Mikko Hirvonen     | Ford Focus RS WRC 07 | 3:28:46.6      |
|       |                                                                            |                                        |                |                    |                      |                |
| 11    | 37th Propecia Rally New Zealand (31 sierpnia–2 września) – Wyniki rajdu    | 18 odcinków 353,56 km Szuter           | 1              | Marcus Grönholm    | Ford Focus RS WRC 07 | 3:52:53.9      |
| 11    | 37th Propecia Rally New Zealand (31 sierpnia–2 września) – Wyniki rajdu    | 18 odcinków 353,56 km Szuter           | 2              | Sébastien Loeb     | Citroën C4 WRC       | 3:52:54.2      |
| 11    | 37th Propecia Rally New Zealand (31 sierpnia–2 września) – Wyniki rajdu    | 18 odcinków 353,56 km Szuter           | 3              | Mikko Hirvonen     | Ford Focus RS WRC 07 | 3:54:36.7      |
|       |                                                                            |                                        |                |                    |                      |                |
| 12    | 43º Rally RACC Catalunya – Costa Daurada (5–7 października) – Wyniki rajdu | 18 odcinków 352,87 km Asfalt           | 1              | Sébastien Loeb     | Citroën C4 WRC       | 3:22:50.5      |
| 12    | 43º Rally RACC Catalunya – Costa Daurada (5–7 października) – Wyniki rajdu | 18 odcinków 352,87 km Asfalt           | 2              | Daniel Sordo       | Citroën C4 WRC       | 3:23:04.3      |
| 12    | 43º Rally RACC Catalunya – Costa Daurada (5–7 października) – Wyniki rajdu | 18 odcinków 352,87 km Asfalt           | 3              | Marcus Grönholm    | Ford Focus RS WRC 07 | 3:23:30.3      |
|       |                                                                            |                                        |                |                    |                      |                |
| 13    | 51ème Tour de Corse – Rallye de France (12–14 października) – Wyniki rajdu | 16 odcinków 359,32 km Asfalt           | 1              | Sébastien Loeb     | Citroën C4 WRC       | 3:28:31.5      |
| 13    | 51ème Tour de Corse – Rallye de France (12–14 października) – Wyniki rajdu | 16 odcinków 359,32 km Asfalt           | 2              | Marcus Grönholm    | Ford Focus RS WRC 07 | 3:28:55.2      |
| 13    | 51ème Tour de Corse – Rallye de France (12–14 października) – Wyniki rajdu | 16 odcinków 359,32 km Asfalt           | 3              | Dani Sordo         | Citroën C4 WRC       | 3:29:15.8      |
|       |                                                                            |                                        |                |                    |                      |                |
| 14    | 4th Rally Japan (26–28 października) – Wyniki rajdu                        | 27 odcinków 350,19 km Szuter           | 1              | Mikko Hirvonen     | Ford Focus RS WRC 07 | 3:23:57.6      |
| 14    | 4th Rally Japan (26–28 października) – Wyniki rajdu                        | 27 odcinków 350,19 km Szuter           | 2              | Dani Sordo         | Citroën C4 WRC       | 3:24:35.0      |
| 14    | 4th Rally Japan (26–28 października) – Wyniki rajdu                        | 27 odcinków 350,19 km Szuter           | 3              | Henning Solberg    | Ford Focus RS WRC 06 | 3:28:31.3      |
|       |                                                                            |                                        |                |                    |                      |                |
| 15    | 1st Rally Ireland (16–18 listopada) – Wyniki rajdu                         | 20 odcinków 342,34 km Asfalt           | 1              | Sébastien Loeb     | Citroën C4 WRC       | 3:01:39.2      |
| 15    | 1st Rally Ireland (16–18 listopada) – Wyniki rajdu                         | 20 odcinków 342,34 km Asfalt           | 2              | Dani Sordo         | Citroën C4 WRC       | 3:02:32.6      |
| 15    | 1st Rally Ireland (16–18 listopada) – Wyniki rajdu                         | 20 odcinków 342,34 km Asfalt           | 3              | Jari-Matti Latvala | Ford Focus RS WRC 07 | 3:03:27.4      |
|       |                                                                            |                                        |                |                    |                      |                |
| 16    | 63rd Wales Rally of Great Britain (30 listopada–2 grudnia) – Wyniki rajdu  | 17 odcinków 359,54 km Asfalt/Szuter    | 1              | Mikko Hirvonen     | Ford Focus RS WRC 07 | 3:22:50.9      |
| 16    | 63rd Wales Rally of Great Britain (30 listopada–2 grudnia) – Wyniki rajdu  | 17 odcinków 359,54 km Asfalt/Szuter    | 2              | Marcus Grönholm    | Ford Focus RS WRC 07 | 3:23:06.1      |
| 16    | 63rd Wales Rally of Great Britain (30 listopada–2 grudnia) – Wyniki rajdu  | 17 odcinków 359,54 km Asfalt/Szuter    | 3              | Sébastien Loeb     | Citroën C4 WRC       | 3:24:23.9      |
|       |                                                                            |                                        |                |                    |                      |                |

## Aktualna klasyfikacja

### Klasyfikacja generalna kierowców
Do klasyfikacji mistrza świata kierowców w sezonie 2007 zaliczane było osiem pierwszych miejsc zajętych w rajdzie i punktowane one były według zasady:
| Pozycja | 1º | 2º | 3º | 4º | 5º | 6º | 7º | 8º |
| ------- | -- | -- | -- | -- | -- | -- | -- | -- |
| Punkty  | 10 | 8  | 6  | 5  | 4  | 3  | 2  | 1  |

| Poz. | Zawodnik           | Rajd | Rajd | Rajd | Rajd | Rajd | Rajd | Rajd | Rajd | Rajd | Rajd | Rajd | Rajd | Rajd | Rajd | Rajd | Rajd | Razem |
| Poz. | Zawodnik           | MNC  | SWE  | NOR  | MEX  | POR  | ARG  | ITA  | GRE  | FIN  | GER  | NZL  | ESP  | FRA  | JPN  | IRL  | GBR  | Razem |
| ---- | ------------------ | ---- | ---- | ---- | ---- | ---- | ---- | ---- | ---- | ---- | ---- | ---- | ---- | ---- | ---- | ---- | ---- | ----- |
| 1    | Sébastien Loeb     | 10   | 8    |      | 10   | 10   | 10   | r    | 8    | 6    | 10   | 8    | 10   | 10   | r    | 10   | 6    | 116   |
| 2    | Marcus Grönholm    | 6    | 10   | 8    | 8    | 5    | 8    | 10   | 10   | 10   | 5    | 10   | 6    | 8    | r    | r    | 8    | 112   |
| 3    | Mikko Hirvonen     | 4    | 6    | 10   | 6    | 4    | 6    | 8    | 5    | 8    | 6    | 6    | 5    |      | 10   | 5    | 10   | 99    |
| 4    | Daniel Sordo       | 8    |      |      | 5    | 6    | 3    | 6    |      | r    | r    | 3    | 8    | 6    | 8    | 8    | 4    | 65    |
| 5    | Petter Solberg     | 3    | r    | 5    | r    | 8    | r    | 4    | 6    | r    | 3    | 2    | 3    | 4    |      | 4    | 5    | 47    |
| 6    | Henning Solberg    |      | 5    | 6    |      |      | 4    | 5    | 4    | 4    |      |      |      |      | 6    |      |      | 34    |
| 7    | Chris Atkinson     | 5    | 1    |      | 4    | r    | 2    |      | 3    | 5    |      | 5    | 1    | 3    | r    |      | 2    | 31    |
| 8    | Jari-Matti Latvala | r    | r    | 4    | 2    | 1    | 5    |      |      | r    | 1    | 4    | 2    | 5    |      | 6    |      | 30    |
| 9    | Manfred Stohl      |      | 2    |      | 3    |      | 1    | 2    | 1    | r    | r    |      | r    |      | 3    | r    | 1    | 13    |
| 10   | François Duval     | –    | –    | –    | –    | –    | –    | –    | r    | –    | 8    | –    | 4    | r    | –    | –    | –    | 12    |
| 11   | Matthew Wilson     |      | r    |      | 1    |      |      |      |      |      |      |      |      | r    | 5    | 2    | 3    | 11    |
| 12   | Jan Kopecký        | 1    |      | 1    | –    |      | –    | r    | 2    | r    | 4    | –    | r    | 2    | –    | –    |      | 10    |
| 12   | Toni Gardemeister  | 2    | 3    | r    | –    | dys. | –    | 3    | –    | –    | 2    | –    | –    | –    | –    | –    | –    | 10    |
| 14   | Daniel Carlsson    | –    | 4    | 2    | –    | 3    | –    | r    | –    | –    | –    | –    | –    | –    | –    | –    | –    | 9     |
| 15   | Gigi Galli         | –    |      | 3    | –    | 2    | –    | –    | –    | –    | –    | –    | –    | –    | –    | –    | –    | 5     |
| 16   | Luís Pérez Companc | –    |      | –    |      | –    |      | r    |      |      | –    |      | r    | –    | 4    | –    | r    | 4     |
| 16   | Xavier Pons        |      | r    |      | –    | –    | –    | –    | –    | 3    |      | r    |      | 1    |      | r    |      | 4     |
| 18   | Guy Wilks          | –    | –    | r    | –    | r    | –    | –    |      |      |      | –    | –    | –    | –    | 3    |      | 3     |
| 18   | Urmo Aava          | –    | –    |      | –    |      | –    |      |      | 2    |      | 1    |      | r    |      | –    | –    | 3     |
| 20   | Frederico Villagra | –    | –    | –    | –    | –    |      |      |      |      | –    |      |      | –    | 2    | –    |      | 2     |
| 21   | Juho Hänninen      | –    | dys. |      | –    | –    |      | 1    | r    | r    | –    |      |      | –    |      | –    | –    | 1     |
| 21   | Mads Østberg       | –    |      |      | –    | r    | –    | r    | –    | 1    | –    | –    | –    | –    | –    | –    |      | 1     |
| 21   | Katsuhiko Taguchi  | –    | –    | –    | –    | –    | –    | –    | –    | –    | –    | –    | –    | –    | 1    | –    | –    | 1     |
| 21   | Gareth MacHale     |      | –    | –    | r    |      | –    | r    | –    | –    | –    | –    | –    | –    | –    | 1    | –    | 1     |

| r | wycofał się   |  | [x]  | wycofał się, ale powrócił w systemie SupeRally i zdobył x punktów |
| – | nie startował |  | dys. | wykluczony                                                        |

### Klasyfikacja generalna konstruktorów
Do klasyfikacji mistrza świata producentów w sezonie 2007 zaliczane było osiem pierwszych miejsc zajętych w rajdzie przez nominowane załogi i punktowane one były według zasady:
| Pozycja | 1º | 2º | 3º | 4º | 5º | 6º | 7º | 8º |
| ------- | -- | -- | -- | -- | -- | -- | -- | -- |
| Punkty  | 10 | 8  | 6  | 5  | 4  | 3  | 2  | 1  |

Dla każdego producenta punkty zdobywały tylko dwie załogi nominowane.
| Poz. | Zespół                         | Rajd | Rajd | Rajd | Rajd | Rajd | Rajd | Rajd | Rajd | Rajd | Rajd | Rajd | Rajd | Rajd | Rajd | Rajd | Rajd | Razem |
| Poz. | Zespół                         | MNC  | SWE  | NOR  | MEX  | POR  | ARG  | ITA  | GRE  | FIN  | GER  | NZL  | ESP  | FRA  | JPN  | IRL  | GBR  | Razem |
| ---- | ------------------------------ | ---- | ---- | ---- | ---- | ---- | ---- | ---- | ---- | ---- | ---- | ---- | ---- | ---- | ---- | ---- | ---- | ----- |
| 1    | BP Ford World Rally Team       | 10   | 16   | 18   | 14   | 9    | 14   | 18   | 15   | 18   | 11   | 16   | 11   | 9    | 10   | 5    | 18   | 212   |
| 2    | Citroën Total World Rally Team | 18   | 9    | 1    | 15   | 16   | 13   | 6    | 8    | 6    | 10   | 11   | 18   | 16   | 8    | 18   | 10   | 183   |
| 3    | Subaru World Rally Team        | 8    | 2    | 5    | 4    | 8    | 2    | 5    | 9    | 5    | 5    | 7    | 4    | 7    | 2    | 6    | 8    | 87    |
| 4    | M-Sport World Rally Team       | 1    | 5    | 10   | 3    | 2    | 9    | 7    | 4    | 4    | 5    | 5    | 2    | 7    | 7    | 9    | 1    | 81    |
| 5    | OMV Kronos Citroën WRT         | 2    | 7    | 5    | 3    | 4    | 1    | 3    | 2    |      | 8    |      | 4    |      | 4    |      | 2    | 45    |
| 6    | Ford World Rally Team          | –    |      | –    |      | –    |      |      | 1    | 5    | –    |      |      | –    | 8    | –    | 0    | 14    |

### KlasyfikacjaJunior WRC
| Poz. | Kierowca             | NOR | POR | ITA | FIN | DEU | ESP | FRA | Pkt |
| ---- | -------------------- | --- | --- | --- | --- | --- | --- | --- | --- |
| 1    | Per-Gunnar Andersson | 1   | 1   | 2   |     |     | 1   | 4   | 43  |
| 2    | Urmo Aava            | 3   | 2   | 1   |     | 2   | 3   | NU  | 38  |
| 3    | Martin Prokop        |     | NU  | 3   | NU  | 1   | 2   | 1   | 34  |
| 4    | Jozef Béreš jun.     |     | 3   | 3   | NU  | 5   | 4   | 2   | 26  |
| 5    | Jaan Mölder jr.      | 4   | 4   | 5   | 13  | 6   | 6   |     | 20  |
| 6    | Patrik Sandell       | 2   | 15  | 8   | 1   | NU  | NU  |     | 19  |
| 7    | Aaron Burkart        | 5   |     | 4   | 14  | 4   | 7   | 7   | 18  |
| 8    | Conrad Rautenbach    |     | 10  | NU  | 4   | 3   | 5   | 8   | 16  |
| 9    | Yoann Bonato         |     |     |     | 8   | 7   | 8   | 3   | 10  |
| 10   | Andrea Cortinovis    | 7   | 5   | 14  | 12  |     | NU  | 6   | 9   |
| 11   | Kalle Pinomäki       | 10  | 9   | NU  | 2   | 9   | NU  |     | 8   |
| 12   | Michał Kościuszko    |     | NU  | 12  | 3   | NU  | NU  | 9   | 6   |
| 13   | Vilius Rožukas jun.  | 11  | 8   | 9   | 6   |     | 11  | 14  | 4   |
| 14   | Tapio Suominen       |     |     |     | 5   |     |     |     | 4   |
| 15   | Arnaud Augoyard      |     |     |     |     |     |     | 5   | 4   |
| 16   | Trond Svenkerud      | 6   |     |     |     |     |     |     | 3   |
| 17   | Manuel Rueda         |     | 6   | NU  |     | 12  |     |     | 3   |
| 18   | Shaun Gallagher      | 8   | 7   | 10  | 11  | 10  | 10  |     | 3   |
| 19   | Alessandro Bettega   | 9   | NU  | NU  | 7   |     | 9   |     | 2   |
| 20   | Bryan Bouffier       |     |     | 7   |     |     |     |     | 2   |
| 21   | Aigar Pärs           | 12  | 14  | NU  | NU  | 8   |     | NU  | 1   |
| –    | Gilles Schammel      |     | 16  | 11  | NU  | 14  | 12  | NU  | 0   |
| –    | Miloš Komljenović    |     | 12  | 13  | NU  | 17  | 13  | 12  | 0   |

### Klasyfikacja PWRC
| Poz. | Kierowca           | SWE | MEX | ARG | GRE | NZL | JPN | IRL | GBR | Pkt |
| ---- | ------------------ | --- | --- | --- | --- | --- | --- | --- | --- | --- |
| 1    | Toshihiro Arai     | 6   | 2   | 2   | 1   | 1   | 10  |     |     | 39  |
| 2    | Gabriel Pozzo      |     |     | 4   | 7   | 4   | 1   | 2   | Ret | 30  |
| 3    | Mark Higgins       | Ret | 1   |     | 4   |     | 5   | Ret | 3   | 25  |
| 4    | Niall McShea       |     |     | 6   |     | 2   |     | 1   |     | 21  |
| 5    | Juho Hänninen      | Ret |     | 3   | Ret | 7   | 7   |     | 2   | 18  |
| 6    | Mirco Baldacci     | 10  | 4   | Ret | 3   | 15  |     |     | 6   | 14  |
| 7    | Fumio Nutahara     | 5   | 7   | Ret |     | 5   | Ret | 6   |     | 13  |
| 8    | Kristian Sohlberg  | 3   | 3   | Ret | Ret |     |     |     |     | 12  |
| 9    | Nasser Al-Attiyah  | 7   | Ret | Ret | 5   |     |     | 3   |     | 12  |
| 10   | Oscar Svedlund     | 1   |     |     |     |     |     |     |     | 10  |
| 11   | Federico Villagra  |     |     | 1   |     |     |     |     |     | 10  |
| 12   | Guy Wilks          |     |     |     |     |     |     |     | 1   | 10  |
| 13   | Andreas Aigner     | 9   | 11  | 7   | 2   |     |     |     | 9   | 10  |
| 14   | Armindo Araújo     | 5   |     |     | 0   | 3   | 0   | 0   | 2   | 10  |
| 15   | Takuma Kamada      |     |     |     | 3   | 0   | 6   |     |     | 9   |
| 16   | Anton Alén         | 8   |     |     |     |     |     |     |     | 8   |
| 16   | Leszek Kuzaj       |     | 0   | 0   | 0   |     | 8   | 0   | 0   | 8   |
| 18   | Štěpán Vojtěch     |     | 3   | 0   | 0   |     |     | 4   | 1   | 8   |
| 19   | Richard Mason      |     |     |     |     | 6   | 0   |     |     | 6   |
| 20   | Simone Campedelli  |     |     |     | 1   |     |     | 5   |     | 6   |
| 21   | Jevgeni Vertunov   |     |     |     | 0   | 0   | 5   |     | 0   | 5   |
| 21   | Alessandro Bettega |     |     |     |     |     |     |     | 5   | 5   |
| 23   | Travis Pastrana    |     | 4   | 0   |     |     |     |     | 0   | 4   |
| 23   | Marcos Ligato      |     |     | 4   |     |     |     |     |     | 4   |
| 23   | David Higgins      |     |     |     |     |     |     |     | 4   | 4   |
| 26   | Patrik Flodin      |     |     | 0   | 0   | 0   | 3   | 0   | 0   | 3   |
| 27   | Colm Murphy        |     |     |     |     |     |     | 2   |     | 2   |
| 28   | Martin Rauam       |     | 0   | 1   | 0   | 1   |     | 0   | 0   | 2   |
| 29   | Fabio Frisiero     | 1   |     | 0   | 0   | 0   |     |     |     | 1   |
| 29   | Spyros Pavlides    |     | 1   | 0   | 0   | 0   | 0   |     | 0   | 1   |
| 29   | Yoshio Ikemachi    |     |     |     |     |     | 1   |     |     | 1   |
| 29   | Phillip Morrow     |     |     |     |     |     |     | 1   |     | 1   |